# ウィラード・L・ソープ
ウィラード・ロング・ソープ（Willard Long Thorp、1899年 - 1992年5月10日）は、アメリカ合衆国の経済学者。国内・国際情勢の顧問として3人の大統領（F・ルーズベルト、トルーマン、アイゼンハワー）に仕えた。マーシャル・プランの立案に関与し、事業と教育においても顕著な業績を残した。
トルーマン政権における経済担当国務次官補（1946年 - 1952年）、1946年のパリ平和会議における米国代表団の一員（経済担当特別顧問）、1946年のニューヨーク外相会談における経済担当特別顧問、国連総会の米国代表（1947年 - 1948年）を歴任した。
ジョーゼフ・マッカーシーの「魔女狩り」調査（1950年 - 1954年）の最中、共産主義者の嫌疑を掛けられ辞任した。
マサチューセッツ州ペラムにて死去。92歳。